# 中子化盘
中子化盘，是一件周代青铜器。

该器物最早著录于吴荣光《筠清馆金文·卷四》，器物早已佚失，目前只見有銘文拓本，而器形、紋飾等相關資料不存。銘文爲：
中子化用保楚王，用征（吕），用擇其吉金，自作（浣）盤。
学者对器物的断代结论不一。郭沫若认为是楚简王灭莒国时期的器物，后来学者又有楚成王、春秋早期、西周时期等各种断代结论。